# Campanula hofmannii
Campanula hofmannii — вид квіткових рослин родини дзвоникові (Campanulaceae).

## Історія досліджень
Відкритий німецьким ботаніком Отто Сендтнером навесні 1847 року на вапнякових породах поблизу міста Сребренік. У 1881 році угорський ботанік Йожеф Пантосек описав як новий вид Symphyandra hofmannii. Проте у 1981 році вид віднесено до роду Дзвоники (Campánula).

## Поширення
Ендемік Боснії і Герцеговини. Поширений у центральній частині Боснії: у середній частині басейну річок Врбас і Босна, на горі Враниця та поблизу міста Брчко.
Зустрічається в нижніх гірських районах на висоті 140-600 (рідше до 900) метрів над рівнем моря. Росте на різних кам'янистих ґрунтах, що міститять вапняк, серпентин, мелафір та глинисті сланці. Зростає на відкритих місцях, у тріщини на скелястих берегах річкових долин, у зрошених термофільних лісах чорного ясена і чорного граба, у світлих лісах на кам'янистій місцевості та узліссі дубових та грабових лісів.

## Опис

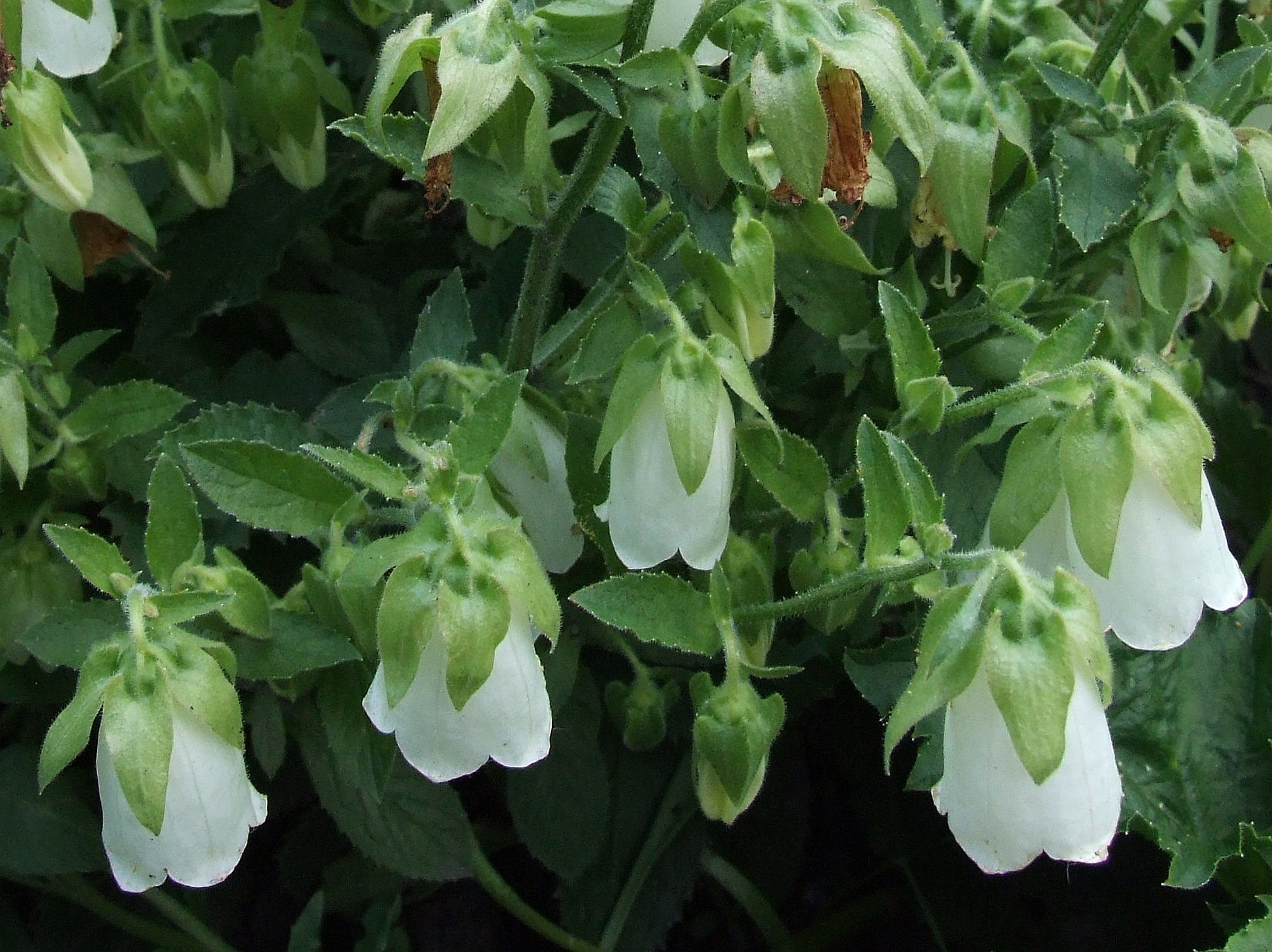
Квіти Campanula hofmannii

Рослина заввишки до 60 см. Стебло та листя волосисті. Листя яйцеподібної форми, по краях зубчасте, завдовжки до 15 см. Квіти дзвіночкоподібні, схилені до низу, пелюстки білого забарвлення.

## Використання
Незважаючи на вузьку ендемічність, вид використовується як декоративна рослина. Її вирощують у ботанічних садах та на присадибних ділянках.